# Zarautz
Zarautz és una vila turística situada en el centre de la costa de Guipúscoa, al País Basc.
El 2006 tenia 22.353 habitants però en època estival arriba sovint als 60.000. El Palau de Narros, situat enfront de la gran platja (2,8 km), va ser lloc d'estiueig de la reina Isabel II i de Fabiola de Bèlgica. La platja de Zarautz és la més extensa del País Basc i una de les més llargues del Cantàbric. La zona pròxima al passeig marítim destaca per la presència de palauets i habitatges construïts per l'alta burgesia durant el segle xix. La població també és coneguda per ser un dels punts més populars per practicar el surf, i és una de les seus de les sèries de classificació de la Lliga Mundial de Surf. Any rere any va incrementant-se el terreny edificat i, per tant, la població.

## Barris

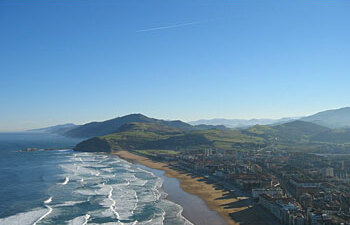
Vista parcial de la platja des de Santa Barbara

- Alde Zaharra (Nucli Antic)
- Vista Alegre
- Azken Portu
- Itxas Mendi
- Mendilauta
- Mitxelena
- Talaimendi
- Aritzbatalde
- Elkano
- Urteta
- Zelai Ondo
- Iñurritza o San Pelaio
- Abendaño
- Asti
- Aitze
- Hiruerreketa
- Santa Bárbara
- Salbide

## Ciutats agermanades
- - Hagunia, Sàhara Occidental.
- - Pontarlier, departament de Doubs, França.
- - Cardano al Campo, Província de Varese, Itàlia.

## Persones il·lustres
- Luis Amilibia Etxeberria (1934-1989): Fou tenor.
- José Ángel Iribar (1943): Porter i entrenador de futbol. Sempre vinculat al Athletic Club de Bilbao.
- Jon Eizagirre Manterola (1966): Remontista Professional.
- Karlos Arguiñano (1948): popular cuiner, empresari i showman televisiu.
- Imanol Murua (1935): Diputat General de Guipúscoa i alcalde de la localitat als anys 80.
- Andoni Egaña (1961): el millor bertsolari contemporani.
- Joxe Joan González de Txabarri (1956): ex Diputat General de Guipúscoa. També fou diputat del Congrés dels Diputats pel PNB.
- Estanislao Argote (1956): futbolista internacional de l'Athletic Club de Bilbao.
- Gorka Landáburu (1946): periodista que patí un atemptat d'ETA. Director d'Aldaketa Hamasei (Cambio 16).
- Eloy de la Iglesia (1944-2006): Director de cinema.
- Francisco Escudero (1912-2002): Compositor.
- Aritz Aranburu (1985): surfista professional.
- Luis Iruretagoyena, Kiriki (1907-1965): futbolista internacional de la Reial Societat.
- Agustín Eizaguirre (1897): porter de la Reial Sociedad.
- Gorka González (1977): ciclista d'Euskaltel-Euskadi fins al 2006.
- Ainhoa Murua (1978): triatleta internacional.